# Jedność (Łotwa)
Jedność (łot. Vienotība; także VIENOTĪBA) – łotewska centroprawicowa partia polityczna powstała 6 sierpnia 2011.
Wcześniej funkcjonowała jako koalicja trzech partii politycznych: 
- Związku Obywatelskiego (PS)
- Nowej Ery (JL)
- Stowarzyszenia na rzecz Innej Polityki (SCP)

Obecnie jest częścią szerszego bloku politycznego pod nazwą Nowa Jedność. 

## Cele i wartości
W momencie powstania sojusz opowiadał się za budową nowoczesnego demokratycznego państwa prawa opartego na swobodnej grze sił demokratycznych oraz gospodarce rynkowej, zakorzenionego w zachodnim systemie wartości oraz w strukturach Unii Europejskiej i NATO, wolnego od korupcji, związków polityki z biznesem, a także od wpływów gospodarczych i politycznych państw ościennych nienależących do UE. W szczególności występował za prowadzaniem uczciwej, odpowiedzialnej i kompetentnej polityki, tolerancją i budową społeczeństwa obywatelskiego, społeczną gospodarką rynkową, oświatą, ochroną zdrowia i opieką społeczną na europejskim poziomie, efektywną władzą oraz systemem podatkowym sprzyjającym rozwojowi gospodarczemu. Ugrupowanie deklaruje zamiar walki z korupcją, władzą oligarchów oraz zapędami dyktatorskimi niektórych ugrupowań. 

## Historia
W sierpniu 2009 trzy centroprawicowe partie porozumiały się co do konieczności utworzenia wspólnej inicjatywy, która z powodzeniem wystartowałaby w wyborach 2010. Zjazd założycielski koalicyjnego ugrupowania „Jedność” odbył się 6–7 marca 2010 w Sali Teatru Narodowego w Rydze. Podczas kongresu przemówienia wygłosili reprezentanci trzech sił politycznych wchodzących w skład Jedności: Ģirts Valdis Kristovskis (PS), Solvita Āboltiņa (JL) i Aigars Štokenbergs (SCP), eurodeputowana Sandra Kalniete oraz premier Valdis Dombrovskis. Odczytano także list niezwiązanej z żadną partią, ale popierającej założenia programowe „Jedności” byłej prezydent Vairy Vīķe-Freibergi. Powstanie nowego ruchu poparły osoby publiczne tj. pisarki Anna Žīgure i Laima Muktupāvela, filozofka Maija Kūle oraz przedsiębiorca Nils Veidemanis. W prace ugrupowania zaangażowała się również tzw. grupa parasolkowa skupiająca działaczy rewolucji z 2007.

## Udział w wyborach parlamentarnych 2010
Ugrupowanie wystartowało w wyborach parlamentarnych na Łotwie celem niedopuszczenia do przejęcia władzy przez Centrum Zgody oraz łotewskie partie określane przez Jedność jako oligarchiczne: Partię Ludową i LPP/LC.  W drugiej połowie marca 2010 koalicja uzyskała pierwsze miejsce wśród ugrupowań politycznych w wyborczym sondażu zorganizowanym przez „Latvijas fakts”. W następnym miesiącu zatwierdzono nazwiska liderów list wyborczych. W Rydze listę otworzył Ģirts Valdis Kristovskis (PS), w Inflantach – Valdis Dombrovskis, w Kurlandii – Solvita Āboltiņa, w Łatgalii – Aleksejs Loskutovs, natomiast w Semigalii wieloletnia redaktor naczelna pisma „Diena” Sarmīte Ēlerte (bezpartyjna, związana z tzw. grupą parasolkową). Ostatecznie w wyborach z 2 października 2010 koalicja uzyskała 31,22% głosów i 33 mandaty w Sejmie. Została jednym z dwóch podmiotów tworzących rząd Valdisa Dombrovskisa. Jej przedstawiciele objęli teki premiera (Dombrovskis) oraz ministrów: spraw zagranicznych (Kristovskis), obrony (Pabriks), spraw wewnętrznych (Murniece), finansów (Vilks) i gospodarki (Kampars). Współprzewodnicząca „Jedności” Āboltiņa została przewodniczącą Sejmu. 

## Zarząd ugrupowania
Współprzewodniczącymi ugrupowania zostali prezesi trzech partii wchodzących w jego skład: Solvita Āboltiņa (JL), Aigars Štokenbergs (SCP) i Ģirts Valdis Kristovskis (PS). Funkcję (głównego) przewodniczącego pełnił w latach 2010–2010 Ģirts Valdis Kristovskis. 14 marca 2011 szefową ugrupowania została Solvita Āboltiņa. 6 sierpnia 2011 wybrano ją na przewodniczącą zjednoczonej już partii. W 2016 na czele ugrupowania stanął Andris Piebalgs, zaś w następnym roku funkcję tę objął Arvils Ašeradens. 
Obecnie w skład zarządu partii wchodzą m.in. Arvils Ašeradens jako przewodniczący i Evika Siliņa jako wiceprzewodnicząca. 

## Udział w rządach łotewskich po 2010
Partia wchodziła w skład kolejnych rządów na Łotwie: pierwszego, drugiego i trzeciego rządu Valdisa Dombrovskisa, pierwszego i drugiego rządu Laimdoty Straujumy, rządu  Mārisa Kučinskisa, pierwszego i drugiego rządu Krišjānisa Kariņša. Obecnie jest filarem rządu Eviki Siliņi. 
W 2023 nowym prezydentem Łotwy został wybrany przedstawiciel Jedności, jej wieloletni minister spraw zagranicznych Edgars Rinkēvičs. 